# Emil Krafth
Emil Henry Kristoffer Krafth (ur. 2 sierpnia 1994) – piłkarz szwedzki grający na pozycji obrońcy w angielskim klubie Newcastle United i reprezentant Szwecji.

## Kariera klubowa
Swoją karierę piłkarską Krafth rozpoczął w klubie Lagans AIK. Następnie w 2011 roku został zawodnikiem drugoligowego Östers IF. Zadebiutował w nim 9 kwietnia 2011 w wygranym 2:1 domowym meczu z GIF Sundsvall. W Östers występował przez rok.
Na początku 2012 roku Krafth podpisał kontrakt z Helsingborgs IF. Swój debiut w Allsvenskan zaliczył 27 kwietnia 2012 w zremisowanym 1:1 domowym meczu z Mjällby AIF. W maju 2014 wystąpił w przegranym 0:1 finale Pucharu Szwecji z Elfsborgiem.
W 2015 roku Krafth przeszedł do klubu Bologna FC. W Serie A zadebiutował 24 października 2015 w wygranym 2:1 wyjazdowym meczu z Carpi FC.
| Sezon   | Klub            | Kraj    | Rozgrywki   | Mecze | Bramki |
| ------- | --------------- | ------- | ----------- | ----- | ------ |
| 2011    | Östers IF       | Szwecja | Superettan  | 24    | 0      |
| 2012    | Helsingborgs IF | Szwecja | Allsvenskan | 9     | 0      |
| 2013    | Helsingborgs IF | Szwecja | Allsvenskan | 27    | 1      |
| 2014    | Helsingborgs IF | Szwecja | Allsvenskan | 28    | 1      |
| 2015    | Helsingborgs IF | Szwecja | Allsvenskan | 12    | 1      |
| 2015/16 | Bologna FC      | Włochy  | Serie A     | 4     | 0      |
| 2016/17 | Bologna FC      | Włochy  | Serie A     | 26    | 0      |

## Kariera reprezentacyjna
W reprezentacji Szwecji Krafth zadebiutował 17 stycznia 2014 roku w wygranym 2:1 towarzyskim meczu z Mołdawią, rozegranym w Abu Zabi.